# Lori ultramarí
El lori ultramarí (Vini ultramarina) és una espècie d'ocell de la família dels psitàcids que habita zones amb cocoters de Nuku Hiva i Ua Pu, a les illes Marqueses.